# Graella de càlcul
La graella de càlcul (en anglès grid computing) o computació per núvols és una tecnologia innovadora que permet utilitzar de forma coordinada tota mena de recursos (entre ells còmput, emmagatzematge i aplicacions específiques) que no estan subjectes a un control centralitzat. En aquest sentit és una nova forma de computació distribuïda, en la qual els recursos poden ser heterogenis (diferents arquitectures, supercomputadores, clústers...) i es troben connectats mitjançant xarxes d'àrea extensa (per exemple Internet). Desenvolupat en àmbits científics a principis de l'any 1990, la seva entrada al mercat comercial seguint la idea de l'anomenada Utility computing suposa una gran revolució.
El terme graella es refereix a una infraestructura que permet la integració i l'ús col·lectiu d'ordinadors d'alt rendiment, xarxes i bases de dades que són propietat i estan administrats per diferents institucions. Ja que la col·laboració entre institucions suposa un intercanvi de dades, o de temps de computació, el propòsit d'aquesta graella és facilitar la integració de recursos computacionals. Universitats, laboratoris d'investigació o empreses s'associen per a formar una graella per a això utilitzen algun tipus de programari que implementi aquest concepte.

## Història
Amb el pas del temps, el desenvolupament del maquinari va dur a la millora i abaratiment d'aquest, donant pas a tecnologies que abans era impensable emprar, a causa de costos o el baix rendiment que oferien, com ho eren els clústers. Els clústers van sorgir com una nova alternativa molt recomanable en el camp de la computació, tant paral·lela com distribuïda. Consisteix a unir un conjunt de computadors personals o estacions mitjançant una xarxa (LAN, SAN, etc.). El seu principal avantatge és la millor relació de cost rendiment, no obstant això la gran demanda tant de computació com d'espai i gestió d'emmagatzematge requerits per un gran nombre d'aplicacions que gestionen grans quantitats de dades i han de fer-lo de forma eficient i senzilla, exigeix l'ús de noves tecnologies, com és el cas de la computació graella o grid computing.

## Què és?
Anomenem graella al sistema de computació distribuït que permet compartir recursos no centrats geogràficament per a resoldre problemes de gran escala. Els recursos compartits poden ser ordinadors (PCs, estacions de treball, supercomputadores, PDA, portàtils, mòbils, etc.), programari, dades i informació, instruments especials (ràdio, telescopis, etc.) o persones/col·laboradors.
La graella de càlcul ofereix molts avantatges enfront d'altres tecnologies alternatives. La potència que oferixen multitud de computadors connectats en xarxa usant la graella és pràcticament il·limitada, a més del fet que ofereix una perfecta integració de sistemes i dispositius heterogenis, pel que les connexions entre diferents màquines no generaran cap problema. Es tracta d'una solució altament escalable, potent i flexible, ja que evitaran problemes de falta de recursos (colls d'ampolla) i mai queda obsoleta, a causa de la possibilitat de modificar el nombre i característiques dels seus components.
Aquests recursos es distribuïxen en la xarxa de forma transparent però guardant unes pautes de seguretat i polítiques de gestió de caràcter tant tècnic com econòmic. El seu objectiu serà, doncs, el de compartir una sèrie de recursos en la xarxa de manera uniforme, segura, transparent, eficient i fiable, oferint un únic punt d'accés a un conjunt de recursos distribuïts geogràficament en diferents dominis d'administració. Això ens pot dur a pensar que la graella de càlcul permet la creació d'empreses virtuals.

## Actualitat
Hi ha molts projectes que han estat desenvolupats en aquesta línia, tals com Edonkey, Emule o Limewire. Es tracta de programes de compartició de dades a nivell mundial entre diferents màquines. Les graelles i Peer-to-peer (P2P) tenen molt en comuna i especialment la idea bàsica de compartició de recursos. Entre les característiques diferents podem veure la P2P com més anònima i generalitzada en ordinadors d'usuaris d'Internet, mentre que les graelles neixen d'una estructura de nodes més controlada i jerarquitzada en centres científics. Una primera experiència va ser GriPhyN, per a unir nodes en el procés de físiques d'altes energies en Estats Units.
Altre projecte també molt usat és Seti@Home. Aquest compte amb milers de PCs repartits per internet que cedeixen temps dels seus processadors, cicles de procés desocupats, per a analitzar senyals buscant patrons intel·ligents extraterrestres. No obstant això, el seu ús destaca també en els centres d'investigació des de finals del 1990 en projectes que van des de la física de partícules a l'astrofísica o fins i tot biologia. En Europa amb el suport de projectes de CERN (Centre Europeu Investigació Nuclear) i el programa marc europeu es va crear el programari i xarxa EDG (graella de dades europea). L'ús de la graella de càlcul en aquests camps ha suposat una millora exponencial en els últims anys.
Les empreses i institucions que han participat en el desenvolupament d'aquestes tecnologies volen entrar com més aviat en una etapa d'explotació comercial. Empreses com Microsoft i Sun Microsystems s'han adonat de la importància que tindrà a mitjà termini oferir graella als seus clients. Destaquem el paper d'IBM invertint en graella com a plataforma per a oferir als seus clients els avantatges com estalvi de temps i recursos econòmics.
Hi ha diverses solucions comercials en forma d'empreses, per exemple: 
- L'Enterprise grid Alliance (EGA): es crea en Califòrnia, en abril de 2004, per un grup d'empreses capdavanteres en tecnologia per a desenvolupar solucions comercials-empresarials 'informàtica distribuïda i per a accelerar el desplegament d'aquesta tecnologia en les empreses. És un consorci obert enfocat en el desenvolupament i promoció de solucions de malles empresarials.
- Sun Microsystems: el programari graella Engine de Sun fa més fàcil agregar màquines a la graella i automàticament pren avantatge de l'energia incrementada, per la qual cosa estalvia temps i recursos a través d'una graella ràpida, eficient i confiable per al maneig i desplegament.
- Andago: amb l'objectiu d'acostar la tecnologia graella als entorns industrials i de negoci, Andago va afegir a la seva oferta de solucions la seva experiència en projectes graella.

Existeixen diversos middleware amb capacitats i funcionalitats molt variades que, en funció de la complexitat, serveis oferts i dimensió de la xarxa graella a implantar, se seleccionarà l'opció idònia. Les solucions middleware, totes elles programari open source, utilitzades (per exemple per Andago) són: EGEE per a grans projectes, Globus Solutions per a projectes mitjans, grid Engine per a petites implantacions.

## Prestacions
- Capacitat de balanceig de sistemes: no hauria necessitat calcular la capacitat dels sistemes en funció dels pics de treball, ja que la capacitat es pot reasignar des de la granja de recursos on es necessiti;
- Alta disponibilitat. amb la nova funcionalitat, si un servidor falla, es reassignen els serveis en els servidors restants;
- Reducció de costos: amb aquesta arquitectura els serveis són gestionats per "granges de recursos". Ja no és necessari disposar de "grans servidors" i podrem fer ús de components de baix cost. Cada sistema pot ser configurat seguint el mateix patró;

Es relaciona el concepte de graella amb la nova generació d'Internet. El nou protocol d'Internet IPv6 permetrà treballar amb una Internet més ràpida i accessible. Una de les idees clau en la superació de les limitacions actuals d'Internet IPv4 és l'aparició de nous nivells de servei que faran ús de la nova capacitat de la xarxa per a intercomunicar els ordinadors.
Aquest avenç en la comunicació permetrà l'avanç de les idees de la graella de càlcul a l'utilitzar com suport l'altíssima connectivitat d'Internet. És per això que un dels camps de major innovació en l'ús de la graella de càlcul, fora dels conceptes de supercomputació, és el desenvolupament d'un estàndard per a definir els grid Services enfront dels actuals Web Services.

### Desavantatges
No obstant això, la graella de càlcul presenta alguns inconvenients que han de solucionar-se. Aquests problemes són: 
- Recursos heterogenis: la graella de càlcul ha de ser capaç de poder manejar qualsevol tipus de recurs que manegi el sistema, sinó resultarà totalment inútil.
- Descobriment, selecció, reserva, assignació, gestió i monitoratge de recursos són processos que han de controlar-se externament i que influïxen en el funcionament de la graella.
- Necessitat de desenvolupament d'aplicacions per a manejar e la graella, així com desenvolupament de models eficients d'ús.
- Comunicació lenta i no uniforme.
- Organitzatius: dominis d'administració, model d'explotació i costos, política de seguretat...
- Econòmics: preu dels recursos, oferta/demanda...

### Propietats de la graella
En definitiva, la graella suposa un avanç respecte a la World Wide Web. El World Wide Web proporciona un accés transparent a informació que està emmagatzemada en milions d'ordinadors repartits per tot el món.
Enfront d'això, la graella és una infraestructura nova que proporciona accés transparent a potència de càlcul i capacitat d'emmagatzematge distribuïda per una organització o per tot el món.
Aquest recursos són potencialment qualificats de: 
- Compartits : Estan posats a disposició dels diferents comsumidors de la graella i eventualment per l'ús de diferents aplicatius.
- Distribuïts : Estan situats a llocs diferents geogràficament.
- Heterogenis : Són de tota classe, diferint per exemple pel sistema d'explotació o el sistema de gestió de fitxers.
- Coordinats : Els recursos estan organitzats, connectats i administrats en funció d'objectius (necessitats) i tensions (ambient). Aquestes disposicions s'asseguren sovint per un a molts agents, que estan centralitzats o repartits.
- No controlats (o autònoms) : Els recursos no estan controlats per una unitat comuna. Al contrari que un clústers, els recursos són fora de l'abast d'un monitor de control.
- Deslocalitzats : Els recursos poden pertànyer a diferents llocs, organitzacions, xarxes i situar-se a diferents llocs geogràfics.

### Aplicacions
Els beneficis d'aquesta nova tecnologia tindran repercussió en molts camps: 
- Medicina (imatges, diagnosis i tractament).
- Bioinformàtica (estudis en genòmica i proteòmica).
- Nanotecnologia (disseny de nous materials a escala molecular).
- Enginyeria (disseny, simulació, anàlisi de fallades i accés remot a instruments de control).
- Recursos naturals i medi ambient (previsió meteorològica, observació

del planeta, models i predicció de sistemes complexos).
La tecnologia derivada de la graella obre un enorme ventall de possibilitats per al desenvolupament d'aplicacions en molts sectors. Per exemple: desenvolupament científic i tecnològic, educació, sanitat, i administració pública.